# Mont-de-l'If
Mont-de-l'If är en kommun i departementet Seine-Maritime i regionen Normandie i norra Frankrike. Kommunen ligger i kantonen Pavilly som tillhör arrondissementet Rouen. År 2018 hade Mont-de-l'If 116 invånare.

## Befolkningsutveckling
Antalet invånare i kommunen Mont-de-l'If
| Referens: INSEE |